# Hagelgevär

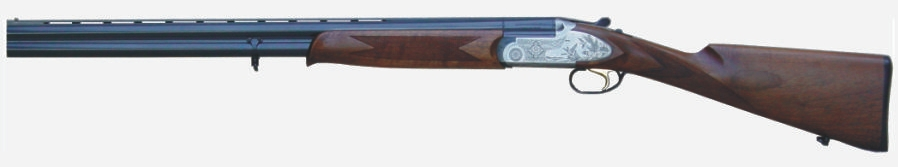
En hagelbock med två hagelpipor

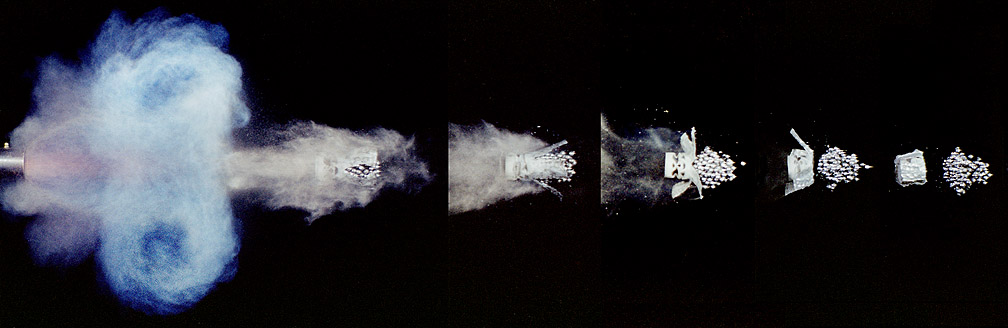
Bildsekvens av hagelskott försedd med en modern förladdning av kopptyp i plast.

Hagelgevär eller hagelbössa, i folkmun även hagelbrakare, är en typ av eldhandvapen, vanligen utformat som gevärstyp, vilken främst är avsedd att avfyra en konisk svärm av flera underkalibriga metallkulor, så kallad hagelammunition, och kan ses som muskedundrets efterträdare. Hagelvapen används främst vid jakt på småvilt och fågel som är svåra att träffa med kulgevär. Hagelgevär är också vanligt vid jakt på rådjur. Effektivt maximalt skjutavstånd varierar med vapen och ammunition mellan 20 och 35 meter. Vid jakt på rådjur är maxgränsen 25 meter.
Kalibern för ett hagelvapen mäts enligt ett engelskt system, baserat på hur många rundkulor som kunde gjutas av ett skålpund bly. Den grövsta kalibern, 3, innebär således att ett pund bly skulle förslå till 3 likadana runda kulor, och pipan skulle då ha en invändig diameter stor nog att en sådan blykula skall kunna passera. För den klenaste kalibern, 36, skulle samma mängd bly räcka till 36 kulor. se vidare hagel (ammunition)
Antalet hagelkorn som ryms i patronen beror på om det är grovt eller fint hagel man skjuter med. Denna grovlek anpassas dels till typen av vilt, dels det tilltänkta skjutavståndet. Målsättningen är knall-och-fall-verkan hos det påskjutna viltet med minimal köttförstöring, inte att sårkanalen skall leda till sårchock eller förblödning. Man eftersträvar därför inte en alltför liten och tät koncentration av haglen, utan snarare en jämn fördelning av dessa inom träffytan, med få så kallade randhagel. Spridningen av haglen ökar dock med avståndet, och för att kompensera för detta används ofta något avsmalnande, så kallade trångborrade, pipor för längre skjutavstånd.
Pipan kan vara försedd med trångborrning (engelska: choke tube, ”stryptub”), en förträngning som samlar träffbilden och effektiva avståndet för de hagelkorn som lämnar pipan. Ju snävare förträngning, desto mindre spridning. Detta utnyttjas vid jakt där mer precision krävs, medan det omvända gäller då det är fördelaktigt med en större spridning, exempelvis vid lerduveskytte. Moderna hagelgevär har ofta utbytbar förträngning likt en mynningsbroms för att kunna anpassa geväret efter användningsområde. Polisiära hagelgevär saknar ofta förträngning och får därför kortare räckvidd. Detta eftersom man vill undvika att bommade skott träffar oskyldiga som kan stå i bakgrunden.
I samband med att skottet går aktiveras dock djurets flyktmekanism, och i de fall ett andra skott är påkallat kan målet ha hunnit förflytta sig ytterligare ett par meter bort. Ofta är därför den andra pipan något mer trångborrad än den första, och den andra patronen är laddad med något grövre hagel. Det förekommer också individuell anpassning för att överkompensera skyttens mjuka sving med vapnet, där den andra pipans borrning är högre ställd och riktad i svingens riktning för att det andra skottet skall söka sig längre bort från det första.
Hagelgevär används även militärt och polisiärt, ofta med för ändamålet anpassade vapen. Olika militärer har även experimenterat med helautomatiska hagelgevär. Ett exempel på detta är Atchisson AA-12.

## Ammunition
Tidigare var haglen nästan alltid tillverkade av bly med tillsats av bland annat antimon, men man har nu av miljöskäl övergått till andra material vid jakt i våtmarker, eftersom simfåglar förgiftas av bly då de ofta misstar haglen för stenar som de sväljer i matsmältningssyfte. Det vanligaste ersättningsmaterialet är stål med någon typ av överdrag, men även en dyrare typ av hagelpatroner med hagel av volfram (tungsten) används.
Stålhagel är dock omdiskuterade, eftersom risken för rikoschetter ökar samtidigt som skottverkan försämras och slitaget på vapnet ökar. Stålhagelammunition måste även laddas på ett sådant sätt att gastrycket i pipan blir högre än för motsvarande ammunition laddad med blyhagel. I vapen som inte är godkända för stålhagel medför detta en ökad risk för pipsprängning, vilket kan orsaka allvarliga personskador. Det tilltänkta blyhagelförbudet för annan jakt än i våtmarker har av dessa skäl skjutits upp.
För hagelvapen tillverkas också så kallade sluggs och Brennekepatroner. En slugg är en blykula med gjutna räfflor som är ihålig baktill. En Brenneke är en massiv blykula med gjutna räfflor. Dessa används bland annat vid jakt på vildsvin. De orsakar stor köttförstöring, både genom storleken på sårkanalen och genom en svallvåg av blod som spränger det påskjutna villebrådets blodkärl och inre organ.

## Vapentyper

### Enkelpipigt magasinhagel
Hagelgevär med en pipa och försett med magasin har blivit vanligare de senaste årtiondet; de tål stålhagel bra och är ofta anpassade för att skjuta med sluggs. Mekanismen kan vara av typ repetermekanism eller så kan det vara halvautomatisk.

### Dubbelpipigt brythagel

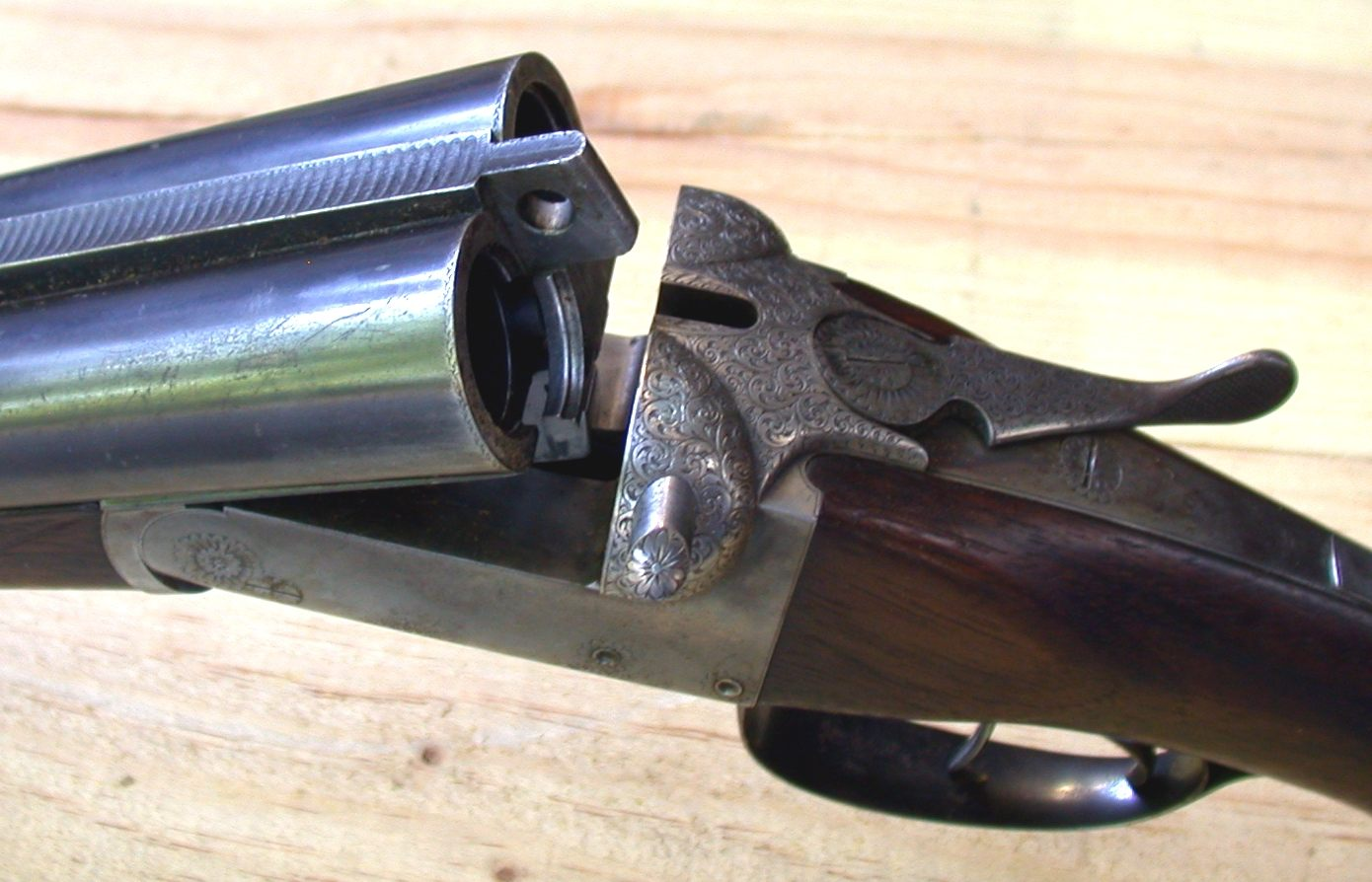
Dubbelhagel

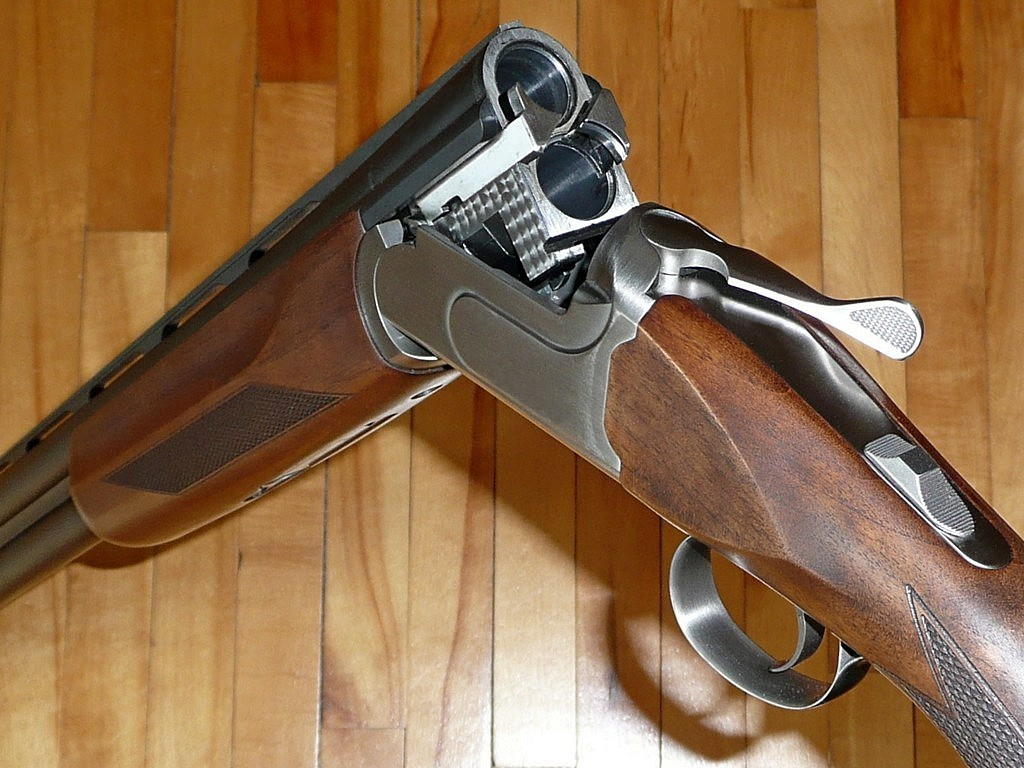
Hagelbock

Ett dubbelpipigt hagelgevär av typen brytvapen (brythagel) kallas ofta dubbelbössa eller släta (hanlösa). Piporna kan ligga sida vid sida, vanligen kallat dubbelhagel, eller över-under varandra, kallat hagelbock. Med bock kan även avses en kombibock med en hagelpipa och en kulpipa.

### Trippelpipigt brythagel
Det finns hagelgevär med tre pipor, så kallad drilling. Drilling uppdelas i Hagel-drilling och Kul-drilling, hageldrillingen har två hagelpipor och en kulpipa. Följaktligen har en kuldrilling två kulpipor och en hagelpipa. Se även vierling. 

### Kortpipigt hagelgevär
Avsågade hagelgevär är förbjudna i Sverige då de inte anses ha någon legitim funktion, utan bara har värde för kriminella eftersom de kan döljas lättare.